# Џина Дејвис
Вирџинија Елизабет „Џина“ Дејвис (енгл. Virginia Elizabeth "Geena" Davis; 21. јануар 1956) америчка је филмска глумица.

## Биографија
Џина Дејвис је рођена у Вораму, (Масачусетс, САД), од оца Вилијама и мајке Лусиле Дејвис. Као дете је свирала на клавиру, флаути, бубњевима, па чак и на оргуљама у локалној цркви у Вораму. Похађала је New England College, а дипломирала је глуму на Бостонском универзитету 1979. године. Била је на размени студената у Шведској, где је научила да говори течно шведски језик.
Након универзитета радила је као модел у Њујорку, све док је режисер Сидни Полак није ангажовао за филм Тутси 1982. године. Касније игра у неколико ТВ-серија као што су: Бафало Бил (1983—1984) и Сара (1985), али без неког већег успеха. Филмску славу стекла је улогом у филму Мува са Џефом Голдблумом, 1986. године, а касније и са филмовима као што су: Случајни турист (1988), Телма и Луиз (1991).

## Приватни живот
Удавала се четири пута, и то за: Џефа Голдблума, Ренија Херлина и Ричарда Емолоа. Садашњи супруг јој је Reza Jarrahy, са којим има троје деце. Чланица је Менсе, а њен IQ је 140.

## Награде
- Добитница Оскара као најбоља споредна глумица у филму Случајни турист, 1988. године.
- Номинована за Оскара као најбоља главна глумица у филму Телма и Луиз, 1991. године.
- Добитница Златног глобуса као најбоља главна глумица у ТВ-серији Commander-in-Chief, 2006. године.[4]

## Филмографија
| Улоге Џине Дејвис |                         |               |                             |          |
| Година            | Српски назив            | Изворни назив | Улога                       | Напомена |
| 1982.             | Тутси                   |               |                             |          |
| 1985.             |                         |               |                             |          |
| 1985.             |                         |               |                             |          |
| 1986.             | Мува                    |               |                             |          |
| 1988.             | Битлђус                 |               | Барбара Мејтленд            |          |
| 1988.             | Земљанке су лаке женске |               |                             |          |
| 1988.             |                         |               |                             |          |
| 1990.             |                         |               |                             |          |
| 1991.             | Телма и Луиз            |               |                             |          |
| 1992.             |                         |               |                             |          |
| 1992.             | Херој                   |               |                             |          |
| 1993.             |                         |               | приповедач (глас)           |          |
| 1994.             |                         |               | Енџи                        |          |
| 1994.             |                         |               | Џулија Ман                  |          |
| 1995.             | Острво гусара           |               | Морган Адамс                |          |
| 1996.             | Дуг пољубац за лаку ноћ |               | Саманта Кејн/Чарли Болтимор |          |
| 1999.             |                         |               |                             |          |
| 2002.             |                         |               |                             |          |
| 2006.             |                         |               | глас                        |          |
| 2009.             |                         |               |                             |          |

### Познати глумци са којим је сарађивала
- Дастин Хофман (Тутси, Херој)
- Енди Гарсија (Херој)
- Самјуел Л. Џексон (Пољубац за лаку ноћ)
- Џеф Голдблум (Мува, Transylvania 6-5000, Земљанке су лаке девојке )
- Алек Болдвин (Битлђус)
- Винона Рајдер (Битлђус)
- Џим Кери (Земљанке су лаке девојке)
- Бред Пит (Телма и Луиза)
- Мадона (A League of Their Own)
- Том Хенкс (A League of Their Own)